# Język pentlacz
Języki pentlacz – bardzo słabo poznany, wymarły język z grupy salisz, używany niegdyś na kanadyjskiej Wyspie Vancouver na niewielkim obszarze pomiędzy Comox a Nanaimo. Wymarł w latach czterdziestych XX wieku. Jego nazwa własna jest nieznana.